# Championnat des îles Vierges de football
Le championnat des îles Vierges de football est une compétition disputée entre deux équipes des îles Vierges des États-Unis (Sainte-Croix et Saint Thomas) et deux équipes des îles Vierges britanniques (Tortola et Virgin Gorda). Occasionnellement, le tournoi est nommé Tournoi des 4 îles mais ce nom semble être non officiel.

## Palmarès
Le palmarès est le suivant :
- 1996 : Tortola
- 1997 : Sainte-Croix 2-2 t.a.b. (5-4) Tortola
- 1998 : Sainte-Croix 2-0 Tortola
- 1999 : inconnu
- 2000 : Saint-Thomas 2-3, 4-0 Virgin Gorda
- 2001 : Tortola 5-0 Virgin Gorda
- 2002 : Virgin Gorda 1-1 t.a.b. (5-3) Tortola
- 2003 : annulé

## Bilan
| Équipe       | Victoires      |
| Tortola      | 2 (1996, 2001) |
| Sainte-Croix | 2 (1997, 1998) |
| Saint-Thomas | 1 (2000)       |
| Virgin Gorda | 1 (2002)       |

| Nation                      | Victoires |
| Îles Vierges britanniques   | 3         |
| Îles Vierges des États-Unis | 3         |